# باشگاه فوتبال بلکپول
باشگاه فوتبال بلکپول (به انگلیسی: .Blackpool F.C) باشگاه فوتبال انگلیسی است که در شهر بلکپول قرار دارد.
باشگاه بلکپول در ۲۵ ژوئیه ۱۸۸۷ تأسیس شده‌است.

## افتخارات
چمپیونشیپ:
قهرمان:۱۹۳۰–۱۹۲۹
جام حذفی فوتبال انگلستان:
قهرمان: ۱۹۵۳–۱۹۵۲